# Joel McHale
Joel McHale, né le 20 novembre 1971 à Rome (Italie), est un acteur, animateur de télévision et humoriste américain.
Après avoir appris le métier d'acteur en faisant du théâtre d'improvisation et en jouant dans une émission télévisée humoristique, il acquiert la notoriété en animant depuis 2004 l'émission télévisée The Soup. Au cinéma, il apparaît notamment dans Spider-Man 2 et Ted, mais c'est pour le rôle principal de Jeff Winger dans la série télévisée Community qu'il est le plus connu. En 2020, Il anime le numéro spécial "after-show" de la série-documentaire Au royaume des fauves sur Netflix.

## Biographie

### Jeunesse et formation
Joel McHale est le deuxième des trois fils de Jack et Laurie McHale. Il naît à Rome, où son père est le doyen de l'université Loyola. Sa famille s'installe à Seattle peu après sa naissance, et il fait ses études secondaires à Mercer Island, où il commence à faire du théâtre.
Après avoir obtenu son diplôme en 1991, il intègre l'université de Washington et joue pendant deux ans au poste de tight end pour les Huskies de Washington, qui remportent le Rose Bowl l'année de son entrée à l'université. En 1995, il sort de l'université avec un diplôme en Histoire.
De 1993 à 1997, il est membre du groupe de théâtre d'improvisation Unexpected Productions (en) et se produit au Market Theatre de Seattle. En 1995, il est engagé dans l'équipe de comédiens de l'émission humoristique Almost Live! (en), produite par la chaîne locale de Seattle KING-TV. Dans le même temps, il suit des cours d'art dramatique, toujours à l'université de Washington, et obtient son diplôme en 1998.

### Carrière
Il part pour Los Angeles en 1998 et commence sa carrière d'acteur avec de petits rôles dans des séries télévisées comme Diagnostic : Meurtre et Will et Grace. Il joue également un rôle récurrent dans une série de publicités pour Burger King. Il fait ses débuts au cinéma en 2004, dans le rôle d'un employé de banque, dans Spider-Man 2. C'est également en 2004 qu'il devient l'animateur de l'émission télévisée hebdomadaire The Soup (en), diffusée sur Entertainment Television et qui traite de la culture populaire. La popularité croissante de l'émission doit beaucoup à l'humour sarcastique de McHale et lui apporte en retour une certaine notoriété.

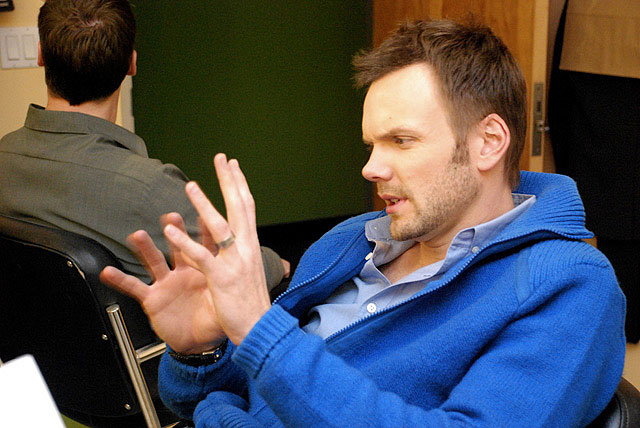
En avril 2010.

Parallèlement à son travail d'animateur, il assure la voix du personnage principal du film d'animation Les Rebelles de la forêt 2 (2008) et apparaît dans des seconds rôles au cinéma, notamment dans The Informant! (2009), Spy Kids 4: All the Time in the World (2011) et surtout Ted (2012), qui est l'un des grands succès commerciaux de l'année 2012.
À la télévision, il apparaît dans des épisodes des séries Les Experts : Miami, Pushing Daisies et Sons of Anarchy mais c'est en obtenant en 2009 le rôle principal de Community, celui du charismatique et manipulateur Jeff Winger, un avocat forcé de reprendre ses études, qu'il devient célèbre. Il tient ce rôle jusqu'à l'arrêt, peut-être provisoire, de la série en 2015 et devrait le reprendre dans une possible suite cinématographique.

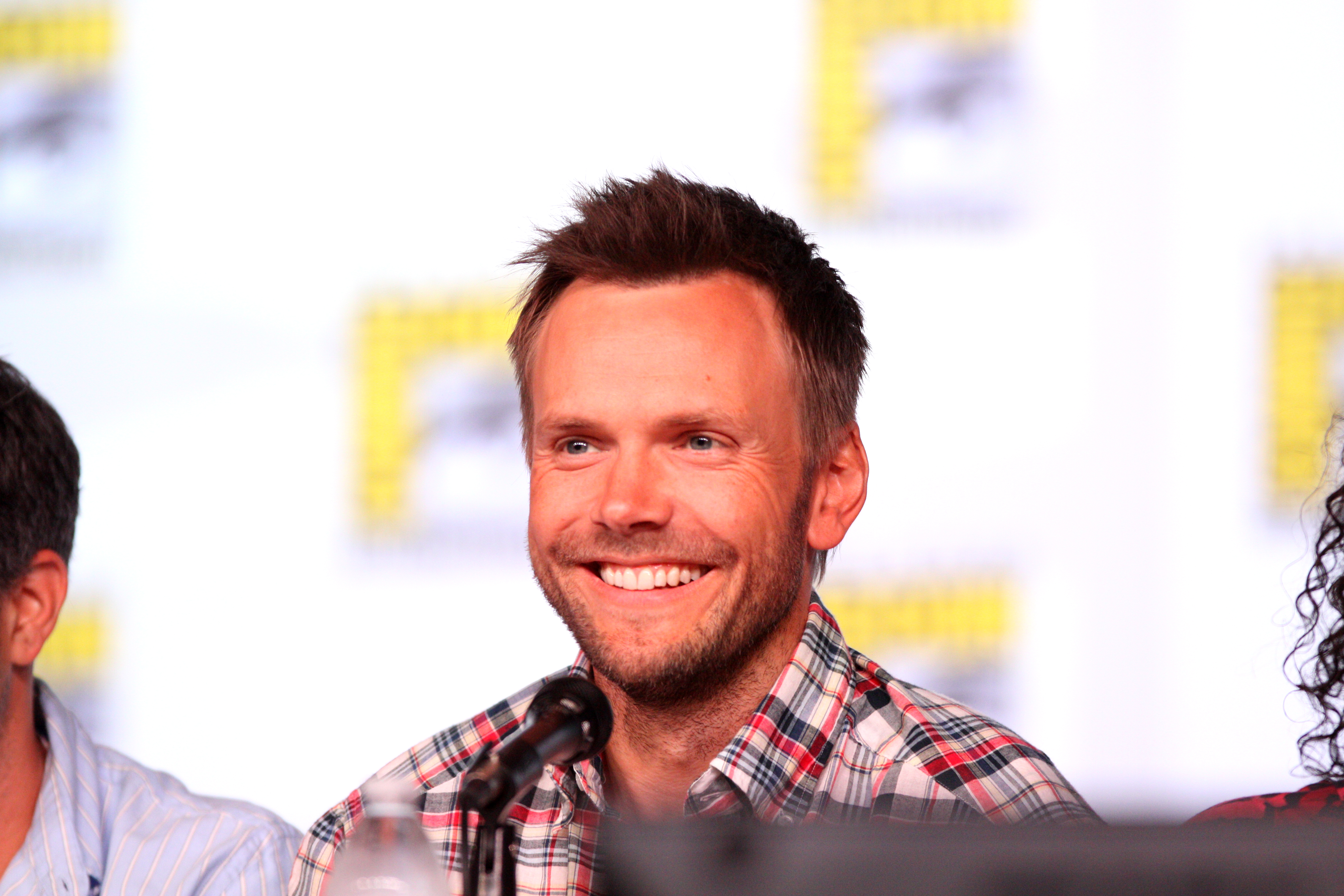
Au WonderCon d'Anaheim en 2012.

En 2014, il est invité à faire un numéro de stand-up au Gala des correspondants de la Maison-Blanche face au Président Barack Obama. En 2015, il est engagé pour tenir le rôle récurrent d'un journaliste conservateur qui va devenir l'improbable allié de Fox Mulder dans la 10e saison de X-Files (2016). L'acteur réalise ainsi un rêve puisqu'il était un fan inconditionnel de X-Files dans les années 1990. Il reviendra dans la dernière saison de X-Files dans le rôle d'un journaliste et présentateur d'une émission sur les complots qui aidera Mulder et Scully dans leurs enquêtes.

### Vie privée
Il est marié avec Sarah Williams depuis 1996. Le couple a deux fils, Edward Roy, né en 2005, et Isaac Hayden, né en 2008.
Amateur de football américain, sport qu'il a pratiqué à l'université, il supporte l'équipe des Seahawks de Seattle.

## Filmographie

### Cinéma

#### Longs métrages
- 2004 : Spider-Man 2 de Sam Raimi : Mr Jack
- 2005 : Les Seigneurs de Dogtown (Lords of Dogtown) de Catherine Hardwicke : Un journaliste
- 2006 : Mini's First Time de Nick Guthe : Le présentateur
- 2008 : Les Rebelles de la forêt 2 (Open Season 2) de Matthew O'Callaghan et Todd Wilderman : Eliott (voix)
- 2008 : News Movie de Tom Kuntz et Mike Maguire : Un employé de bureau
- 2009 : The Informant! de Steven Soderbergh : Robert Herndon
- 2011 : Sex List (What’s Your Number?) de Mark Mylod : Roger
- 2011 : Spy Kids 4 : Tout le temps du monde (Spy Kids: All the Time in the World) de Robert Rodriguez : Wilbur Wilson
- 2011 : Drôles d'oiseaux (The Big Year) de David Frankel : Barry Loomis
- 2012 : Ted de Seth MacFarlane : Rex
- 2014 : Famille recomposée (Blended) de Frank Coraci : Mark Reynolds
- 2014 : Délivre-nous du mal (Deliver Us from Evil) de Scott Derrickson : Butler
- 2014 : Adult Beginners de Ross Katz : Hudson
- 2014 : Un foutu conte de Noël (A Merry Friggin' Christmas) de Tristram Shapeero : Boyd Mitchler
- 2018 : Carnage chez les Puppets (The Happytime Murders) de Brian Henson : Agent Campbell
- 2018 : Assassination Nation de Sam Levinson : Nick
- 2018 : Une drôle de fin (A Futile and Stupid Gesture) de David Wain : Chevy Chase
- 2018 : Game Over, Man! de Kyle Newacheck : Un otage
- 2018 : Stuck de Jillian Armenante : Juge Lepetri
- 2019 : Pauvre Toutou ! (Trouble) de Kevin Johnson : Norbert (voix)
- 2019 : Dark Harbor de Joe Raffa : Greg
- 2020 : Mortal Kombat Legends: Scorpion's Revenge d'Ethan Spaulding : Johnny Cage (voix)
- 2020 : Becky de Jonathan Milott et Cary Murnion : Jeff
- 2021 : Queenpins d'Aron Gaudet et Gita Pullapilly : Rick
- 2021 : Mortal Kombat Legends: Battle of the Realms d'Ethan Spaulding : Johnny Cage (voix)
- 2021 : Happily de BenDavid Grabinski : Tom
- 2022 : The Seven Faces of Jane de Gillian Jacobs, Ken Jeong, Gia Coppola, Ryan Heffington, Alexandra Cassavetes, Boma Iluma, Julian Acosta et Alex Takacs : Michael
- 2023 : Mortal Kombat Legends: Cage Match d'Ethan Spaulding : Johnny Cage (voix)
- 2023 : Parachute de Brittany Snow : Jamie
- 2023 : It's a Wonderful Knife de Tyler MacIntyre : David Carruthers
- 2024 : Tim Travers & the Time Travelers Paradox de Stimson Snead : James Bunratty [12]
- 2026 : Scream 7 de Kevin Williamson : Mark Evans

#### Court métrage
- 2005 : Game Time de Rob Hampton : Johnson

### Télévision

#### Séries télévisées
- 2000 : Les Associées (The Huntress) : Quicky le clown
- 2000 : Diagnostic : Meurtre (Diagnosis Murder) : Richard
- 2000 : Le Fugitif (The Fugitive) : Curtis
- 2001 / 2020 : Will et Grace (Will & Grace) : Ian / Phil
- 2003 : Haine et Passions (Guiding Light) : Un policier
- 2003 : Oliver Beene : L'homme dans l'ascenseur
- 2005 : Les Experts : Miami (CSI: Miami) : Greg Welch
- 2007 : Pushing Daisies : Harold Hundin
- 2007 : The IT Crowd : Roy
- 2007 / 2009 : Robot Chicken : Anderson Cooper / Kenickie / Le père (voix)
- 2009 - 2015 : Community : Jeff Winger
- 2011 : Phinéas et Ferb (Phineas and Ferb) : Le prototype de Norm Head (voix)
- 2012 : Sons of Anarchy : Warren
- 2013 - 2015 : Randy Cunningham, le ninja (Randy Cunningham: 9th Grade Ninja) : Le premier ninja (voix)
- 2015 : BoJack Horseman : Alex (voix)
- 2015 : Kittens in a Cage : Wally [13]
- 2015 - 2016 / 2018 : X-Files : Aux frontières du réel (The X-Files) : Ted O'Malley
- 2016 : Dr. Ken : Ross
- 2016 : Difficult People : Felix
- 2016 : Dimension 404 : Mr Maker
- 2016 - 2017 : The Great Indoors : Jack Gordon
- 2017 : Rick et Morty (Rick and Morty) : Hemorrhage (voix) [14]
- 2017 : Mystery Science Theater 3000 : Doug McClure
- 2017 - 2018 : La Loi de Milo Murphy (Milo Murphy's Law) : Victor Verliezer (voix)
- 2018 : Drunk History : Sheriff George Corwin / Sheriff Robert Cahill
- 2018 - 2019 : Santa Clarita Diet : Chris
- 2019 : The Rookie : Le Flic de Los Angeles (The Rookie) : Brad Hayes
- 2019 : Mr. Iglesias : Danny
- 2019 - 2020 : Les pérégrinations d'Archibald (Archibald's Next Big Thing) : Jean Pierre (voix)
- 2020 : The Twilight Zone : La quatrième dimension (The Twilight Zone) : Orson Rudd
- 2020 : Medical Police : Lui-même
- 2020 : Black-ish : Lui-même [15]
- 2020 - 2022 : Stargirl : Sylvester Pemberton / Starman
- 2021 : American Housewife : Doyle Bradford
- 2022 : Love, Death and Robots : Sergent Morris (voix)
- 2022 - 2024 : The Bear : Chef David
- 2023 : Krapopolis : Un reporter sportif (voix)
- 2023 - 2024 : Animal Control : Frank Shaw

#### Téléfilms
- 2020 : Psych 2: Lassie Come Home de Steve Franks : Le père de Lassiter
- 2023 : Office Race de Jared Lapidus : Spencer [16]

### Jeux vidéos
- 2015 : Lego Dimensions : X-PO (voix)
- 2021 : Fortnite: Chapter 3 : Le scientifique (voix)
- 2022 : Area Man Lives : John (voix)

### Émissions
- 2017 : The Joel McHale Show with Joel McHale (présentateur)
- 2019 : The Masked Singer (juge invité)
- 2020 : Au royaume des fauves (Tiger King: Murder, Mayhem and Madness) (hôte du numéro spécial "after-show")
- 2020 : Allô la Terre, ici Ned (saison 1, épisode 8)
- 2020 : Game On! (épisode "Celebrity Guests: Becky Lynch and Joel McHale")
- 2020 : Match Game (participant, 2 épisodes)
- 2020 : The Cabin with Bert Kreischer (épisode "Fresh Perspectives")
- 2020 : Who Wants to Be a Millionaire? (participant, 2 épisodes)
- 2021 : Celebrity Wheel of Fortune (participant)
- 2021 : Crime Scene Kitchen (présentateur)

## Voix francophones
En France, Alexis Victor est la voix française régulière de Joel McHale.
En France
| - Alexis Victor dans : - The Informant! - [S]ex List - Ted - Un foutu conte de Noël - Adult Beginners - X-Files : Aux frontières du réel (série télévisée) - Man vs Geek (série télévisée) - Santa Clarita Diet (série télévisée) - Carnage chez les Puppets - Une drôle de fin - The Rookie : Le Flic de Los Angeles (série télévisée) - Allô la Terre, ici Ned (en) (série télévisée) - Stargirl (série télévisée) | Et aussi - Marc Saez dans Spider-Man 2 - Julien Courbey dans Les Rebelles de la forêt 2 (voix) - Philippe Allard dans Community (série télévisée) - Anatole de Bodinat dans Sons of Anarchy (série télévisée) - Franck Lorrain dans Famille recomposée - Rémi Caillebot dans Medical Police (série télévisée) - Nicolas Matthys dans Celebrity Game Face (émission) - Julien Meunier dans The Bear (série télévisée, 2e voix) - Sébastien Hébrant dans It's a Wonderful Knife (en) - Maxime Donnay dans Animal Control (en) (série télévisée) |

## Distinctions
Cette section récapitule les principales récompenses et nominations obtenues par Joel McHale. Pour une liste plus complète, se référer à l'Internet Movie Database.

### Récompenses
- 2012 : TV Guide Award de la meilleure distribution pour Community

### Nominations
- 2011 : Satellite Award du meilleur acteur dans une série télévisée musicale ou comique pour Community
- 2011 : Critics' Choice Television Award du meilleur acteur dans une série comique pour Community
- 2012 : Satellite Award du meilleur acteur dans une série télévisée musicale ou comique pour Community
- 2012 : Critics' Choice Television Award du meilleur acteur dans une série comique pour Community